# S/2011 J 1
S/2011 J 1 is een maan van Jupiter. Hij werd ontdekt door Scott S. Sheppard in 2011 en behoort tot de Carme-groep.
Deze maan was na zijn ontdekking in 2011 uit het oog verloren. Op 17 september 2018 werd aangekondigd dat ze weer was teruggevonden.